# Galgenberg (Bad Freienwalde)

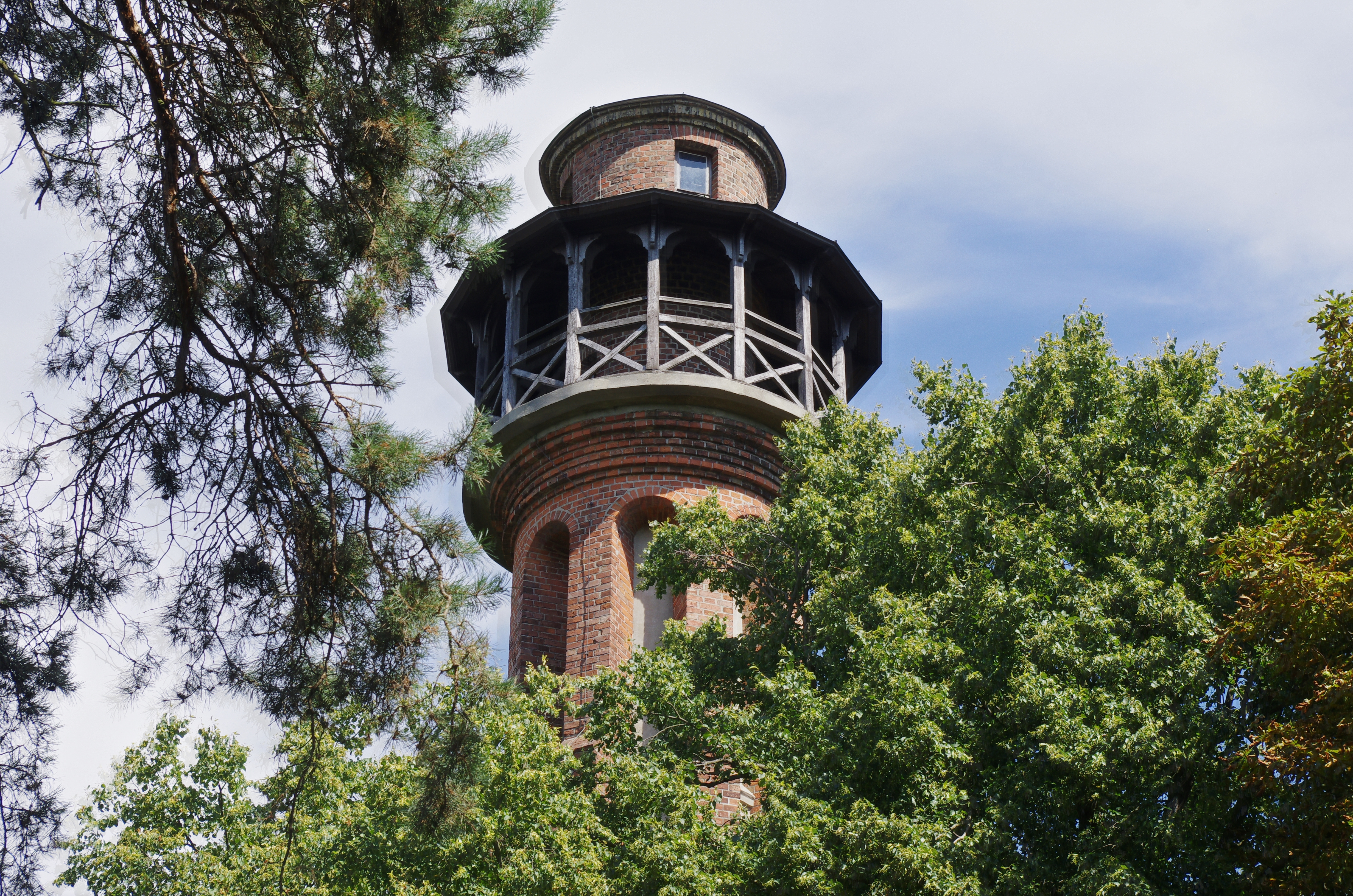
Der Turm

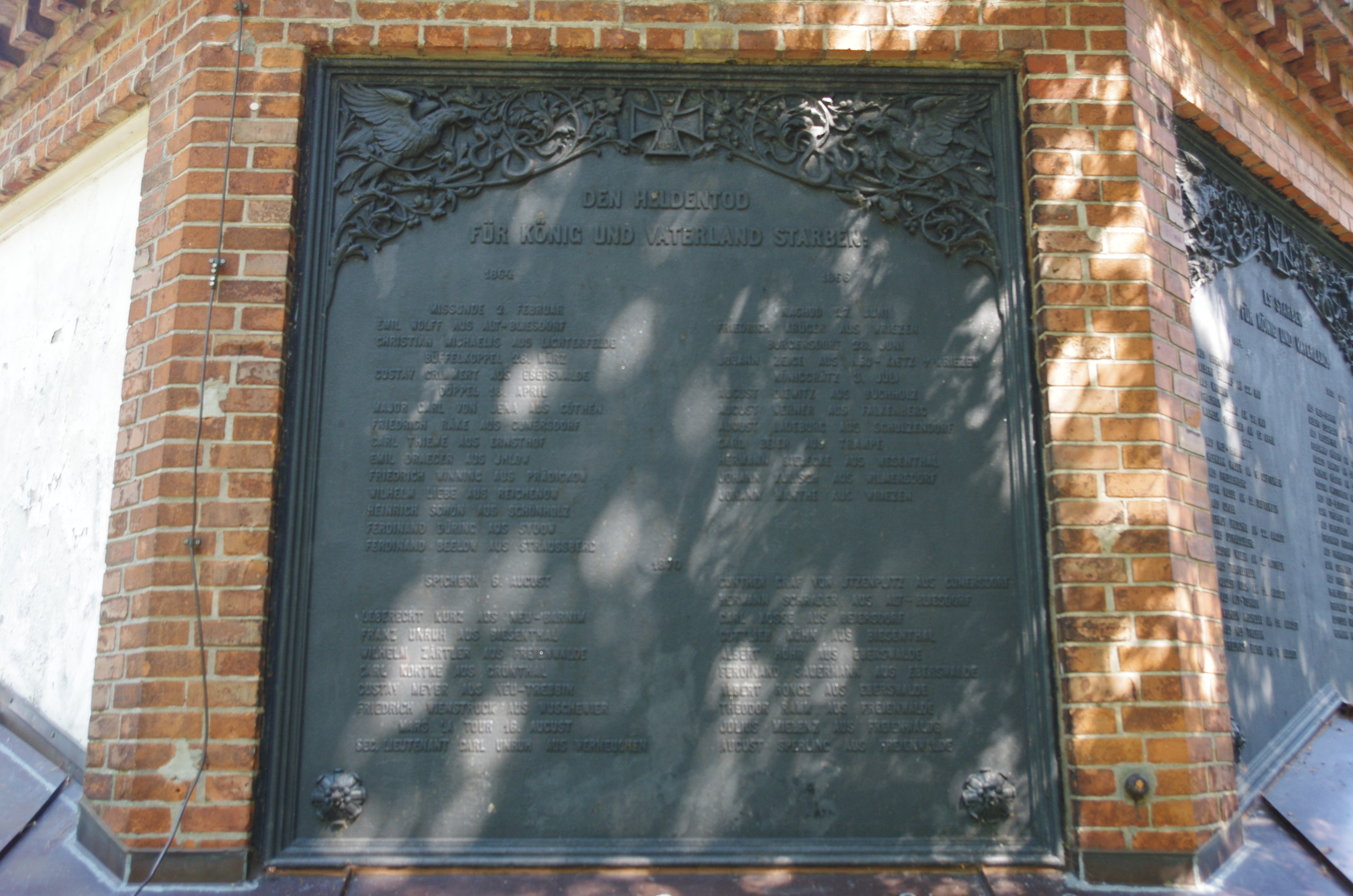
Eine Gedenktafel am Turm

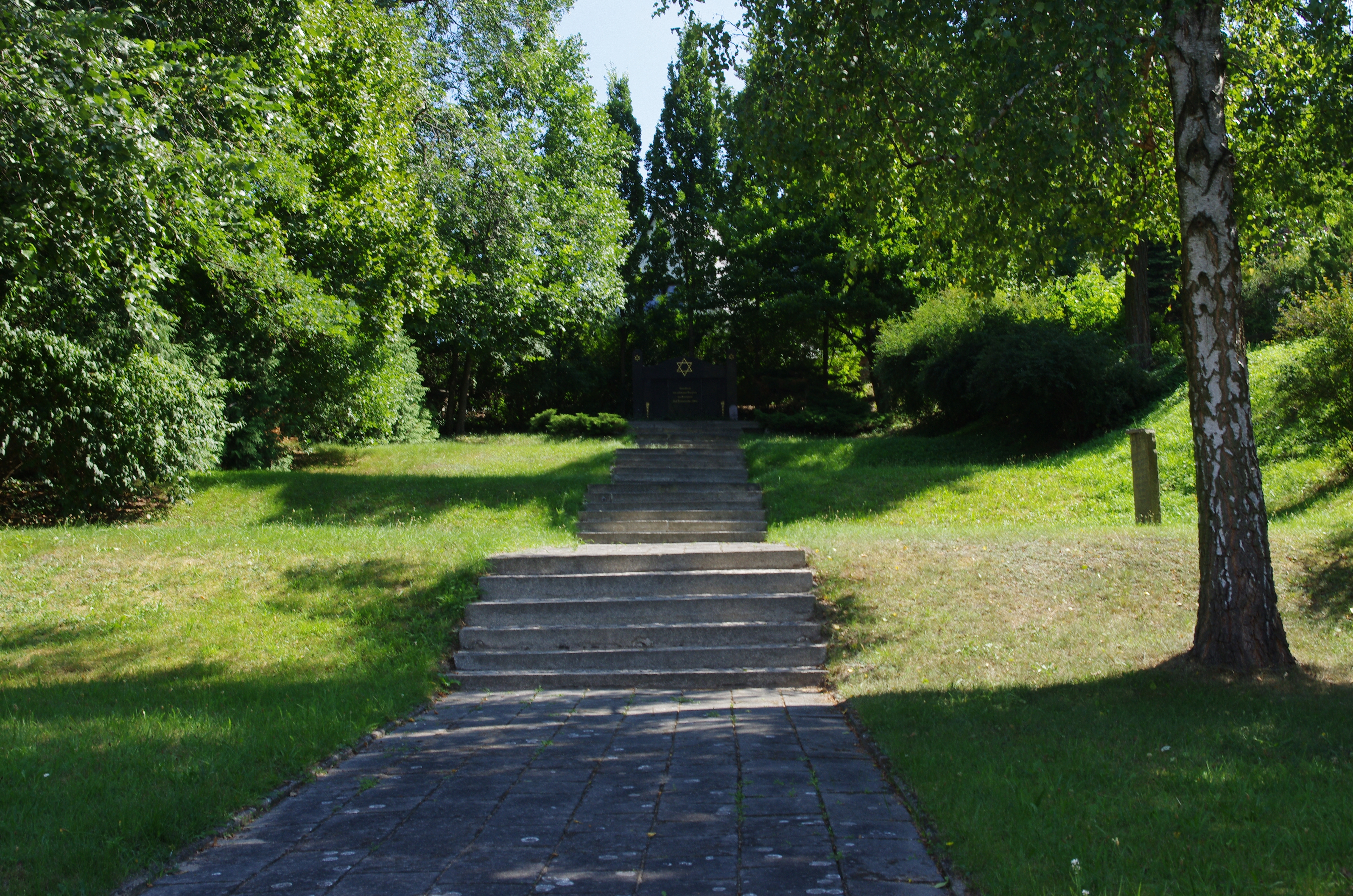
Der jüdische Friedhof

Der Galgenberg ist eine Anhöhe südlich von Bad Freienwalde (Oder) in Brandenburg. Auf dem Galgenberg befindet sich ein Aussichtsturm und ein jüdischer Friedhof. Der Galgenberg liegt in der Verlängerung der Melcherstraße am südlichen Stadtrand von Bad Freienwalde. Die Anhöhe hat eine Höhe von 110 Meter.

## Geschichte
Die Anhöhe wurde im Jahre 1603 das erste Mal als Galgenberg erwähnt. Selbst im 18. Jahrhundert sind noch Hinrichtungen auf dieser Anhöhe nachweisbar. Es war der städtische Richtplatz von Bad Freienwalde. Später wurde hier Glassand für die Porzellanproduktion abgebaut. Bis zum Jahre 1904 wurde in einer Grube Braunkohle abgebaut.

## Aussichtsturm
Der Prediger Johann Wilhelm Melcher beantragte im Jahr 1859 die Erbauung eines Turms auf dem Galgenberg. Der Galgenberg war damals schon beliebt bei Wanderern, von hier hatte man eine gute Fernsicht. Etwa zwanzig Jahre später wurde der Turm erbaut. Der sollte gleichzeitig als Gefallenendenkmal der Kriege 1864 (Deutsch-Dänischer Krieg), 1866 (Deutscher Krieg) und 1870/71 (Deutsch-Französischer Krieg) dienen. Am 18. Mai 1879 wurde der Turm dann als „Kriegerdenkmal auf der Wilhelmshöhe“ eingeweiht. Der Galgenberg hieß wohl seit der Kaiserzeit Wilhelmshöhe. Zu Zeiten der DDR verfiel der Turm, ab 1990 wurde er saniert, am 2. Dezember 1995 wurde er neu eröffnet. Der Turm auf dem Galgenberg steht unter Denkmalschutz.
Der Turm ist 26 Meter hoch und aus rotem Ziegel erbaut. Über einem Fundament befindet sich ein achteckiger Sockel. Hier befinden sich Eisentafeln mit den Namen der Gefallenen der Kriege 1864, 1866 und 1870/71. Darüber folgt ein rundes glattes Turmteil, welches von einer Galerie abgeschlossen wird. Der Turmschaft über der Galerie ist mit Streben stark strukturiert. Über dem Turmschacht befindet sich die überkragende Aussichtsplattform.

## Der jüdische Friedhof
Der jüdische Friedhof liegt an der nördlichen Seite des Galgenberges. Über einen kleinen Weg an der katholischen Kirche in der Goethestraße kann der 1690 errichtete Friedhof erreicht werden. Bis zum Jahre 1730 wurde der Friedhof auch von jüdischen Bürgern aus Wriezen genutzt. In der Pogromnacht 9./10. November 1938 wurde der Friedhof zerstört. Nach dem Krieg wurde der Friedhof geräumt. Im Jahre 1950 entstand ein Gedenkstein für die verstorbenen und vertriebenen jüdischen Bürger der Stadt Bad Freienwalde.